# Джорджія
Джо́рджія (англ. Georgia МФА: [ˈd͡ʒɔrd͡ʒə] Джо́рджа) — штат на південному сході США на узбережжі Атлантичного океану в групі південно-атлантичних штатів; площа 154 077 км², населення 9 685 744 (2008); адміністративний центр — місто Атланта, головний порт — Саванна; міста: Колумбус, Саванна, Мейкон. Статус штату з 1788 року.

## Географія
Більша частина території штату — низовина, заболочена в приморській частині. На півночі відроги Блакитного хребта Аппалацьких гір (висота до 1 500 м над рівнем моря).
Клімат субтропічний, помірно вологий; ліси займають 10,2 мільйона га (67 % території); посівна площа — 2,7 мільйона га; національний заповідник дикої природи Окефеноке (656 км²).

## Економіка
Основа сільського господарства штату — вирощування бавовни, сої, тютюну, маїсу, арахісу; тваринництво, птахівництво; лісове господарство.
Промисловість представлена переважно харчовою та текстильною; розвивається судноплавство; добувається порцелянова глина, граніт.

## Демографія
- 1990 р. — 6,478,216 осіб
- 2000 р. — 8,186,453 особи
- 2010 р. — 9,687,653 особи
- 2020 р. — 10,711,908 осіб

(30,5% чорношкірого населення на 2010 рік)
Мовний склад населення (2010)  [Архівовано 1 грудня 2007 у Wayback Machine.]
| Мова             | Частка людей старше 5 років, % |
| ---------------- | ------------------------------ |
| Англійська       | 87,35                          |
| Іспанська        | 7,42                           |
| Корейська        | 0,51                           |
| В`єтнамська      | 0,44                           |
| Французька       | 0,42                           |
| Китайська        | 0,31                           |
| Німецька         | 0,29                           |
| Хінді            | 0,23                           |
| Кру, ібо, йоруба | 0,21                           |
| Гуджараті        | 0,18                           |
| інші             | 2,64                           |

## Історія
У 1540 році Фернандо де Скотта почав досліджувати цю землю; вона була оголошена англійською і названа іменем короля Англії Георга II; у 1733 утворена колонія для бідняків-робітників філантропом Джеймсом Оглетропом. Джорджія один з перших 13 штатів США. У 1864, під час Громадянської війни, війська Союзу генерала У. Шермана сильно зруйнували міста штату на своєму шляху від Атланти до моря.

## Відомі люди
- Джим Боуї
- Джеймс Оглетроп
- Джиммі Картер
- Мартін Лютер Кінг
- Маргарет Мітчелл
- Джекі Робінсон
- Літл Річард
- Дакота Фаннінг
- Стейсі Абрамс
- Рей Чарльз